# Battle Hymns (album The Suicide Machines)
Battle Hymns – drugi album w historii zespołu muzycznego The Suicide Machines, wydany przez wytwórnię Hollywood Records w 1998 roku. Płyta nie odniosła tak dużego sukcesu rynkowego, jak debiutanckie wydawnictwo grupy (Destruction by Definition), jednak ugruntowała silną pozycję zespołu wśród fanów gatunku muzycznego ska punk. Utwory na Battle Hymns są agresywniejsze, mają bardziej hardcore'owe brzmienie, niż na poprzednim albumie grupy.

## Lista utworów
1. "Someone" – 1:34
2. "Hating Hate" – 1:04
3. "Give" – 2:19
4. "Hope" – 1:26
5. "Black & White World" – 1:52
6. "Numbers" – 0:53
7. "High Society" – 1:57
8. "Pins and Needles" – 0:50
9. "Confused" – 2:07
10. "DDT" – 1:05
11. "Punck" – 0:04
12. "Step One" – 1:12
13. "In the End" – 2:04
14. "Face Another Day" – 1:47
15. "What You Say" – 1:00
16. "Speak No Evil" – 1:52
17. "Empty Room" – 2:12
18. "Independence Parade" – 1:52
19. "Sympathy" – 1:48
20. "Strike" – 1:17
21. "Sides" – 1:18
22. "Jah" – 0:05

## Wykonawcy
- Jason Navarro – śpiew
- Dan Lukacinsky – gitara, śpiew towarzyszący
- Royce Nunley – gitara basowa, śpiew towarzyszący
- Derek Grant – perkusja